# Plataforma Lattes
La Plataforma Lattes es una plataforma tecnológica del Brasil que busca promover la investigación científica. Tiene influencia internacional.
La plataforma Lattes es "un conjunto de sistemas y bases de datos para la gestión de las unidades de análisis de currículum de expertos científicos, grupos de investigación, motores de enlace y diferentes módulos como un sistema de visualización, además de los sistemas de administración y soporte. Uno de sus objetivos es mantener una base de datos actualizada de currículum de los investigadores de los países miembros de la red, así como también sobre las publicaciones a texto completo de los investigadores."
La plataforma "fue desarrollada por el Consejo Nacional de Investigación de Brasil (CNPq) por el año 1999 con el apoyo del Ministerio de Ciencia y Tecnología de ese país. Su nombre fue asignado en reconocimiento de un investigador brasileño del siglo pasado César Lattes."

## Contenido de la Plataforma Lattes
Uno de los módulos o pilares de la plataforma Lattes "es el sistema electrónico de currículum Scienti que contiene la base de datos sobre investigadores e instituciones de investigación: CvLac. Otro pilar es la librería Scielo (Scientific Electronic Library on Line) en donde se encuentra la producción científica a textos completos de los investigadores de los países adscritos y puede ser vista a través de internet en todo el mundo. Senacyt y Fundacyt mantienen un convenio con la Organización Panamericana de la Salud y la Organización Mundial de la Salud – Ecuador, para impulsar el acceso de las nuevas tecnologías de información y comunicación a la información científico-técnica en salud."

## Beneficios de los usuarios (Sistema CVLac)
"Un navegante al ingresar encontrará información científica de su país o de otros participantes en esta plataforma.
Los investigadores ecuatorianos tendrán la posibilidad de ser conocidos en el mundo y podrán colaborar o participar en proyectos internacionales o como pares evaluadores de proyectos.
La plataforma tiene filtros de búsqueda y selección para preseleccionar los investigadores que cumplan con parámetros preestablecidos, de manera que, si un documento no reúne todos los requisitos no saldrá en la búsqueda que haga el visitante."

## La conexión
"Cada investigador tendrá una clave de acceso que será otorgada por el propio sistema para actualizar o editar sus datos.
Permitirá conocer datos sobre avances de investigaciones en determinados temas, resultados conseguidos, quiénes participaron en la investigación, etc, para no duplicar investigaciones en la región y avanzar en nuevos conocimientos.
Facilitará interconectarse con otros investigadores para realizar proyectos en conjunto.
Será una “vitrina virtual” de presentación para participar en proyectos regionales e internacionales convocados por organismos internacionales."

## Ingreso decurrículum
"Una vez instalado el software el investigador ingresará sus datos en los formularios diseñados. El software automáticamente detectará inconsistencias y validará la información. Previo el mismo usuario establecerá una contraseña que le servirá solo al autor. El formulario es el mismo que utilizan todos los países y que fue probado antes de su uso.
Ese currículum es recibido en Ecuador por Senacyt y Fundacyt a través del servidor, quienes son los coordinadores de la plataforma en Ecuador y luego transmitido a toda la red científica. El autor recibirá como respuesta un recibo como garantía de que sus datos fueron registrados."